# Fiziatrija
Fiziatrija ali fizikalna in rehabilitacijska medicina je veja medicine o uporabi svetlobe, toplote, vode, elektrike in mehanike pri diagnozi, preventivi in terapiji zdravstvenih motenj.  
Fiziatrija je veja medicine / rehabilitacija, ki se ukvarja z rehabilitacijo da bi izboljšali in obnovili funkcionalno doživljanje in samo kvaliteto življenja za tiste s fizično vidnimi poškodmami / nezmožnostmi.FIZIATER , ki je dopolnil trening / usposabljanje v tem področju ga nasljavljamo s povprej omenjenim nazivom / reha medicinski specialist.Fiziater se specializira v obnovi optimalne funkcije ljudem s poškodbami mišic, kosti, tkiv in živčnim sistemom (kot so npr. pri kapi).
Zdravnik-specialist, ki deluje na tem področju, se imenuje fiziater.
Izraz je prvi uporabil Dr. Frank H. Krusen v letih 1938 in je bil sprejet s strani Ameriške Medicinske Asiciacije v letih 1946. Področje je po večini zraslo v odgovor na zahtevo delikatnih rehabilitacijskih tehnik za veliko število poškodovanih vojakov, ki so se vračali iz bojišč 2. Svetovne Vojne. 